# Doraemon: Zielona planeta
Doraemon: Zielona planeta (jap. 映画 ドラえもん のび太と緑の巨人伝 Eiga Doraemon Nobita to Midori no Kyojinden) – japoński film animowany z 2008 roku w reżyserii Ayumu Watanabe i Mamoru Hosoda, bazowany na podstawie serialu anime Doraemon. Wyprodukowana przez japońską wytwórnię Toho Company.
Premiera filmu odbyła się w Japonii 8 marca 2008. W Polsce film pojawił się 18 października 2015 na antenie Disney XD.

## Opis fabuły
Niebieski robokot Doraemon, Nobita oraz jego przyjaciele – Suneo, Gian i Shizuka, wyruszają w podróż na zieloną planetę. Będąc na miejscu, bohaterowie odkrywają i dowiadują się, że niszczycielskie działania człowieka zmusiły obcą populację do usunięcia wszelkich roślin z planety. Doraemon i reszta muszą powrócić bezpiecznie na Ziemię, a także ocalić świat.

## Obsada
- Wasabi Mizuta – Doraemon
- Megumi Ohara – Nobita Nobi
- Tomokazu Seki – Suneo Honekawa
- Yumi Kakazu – Shizuka Minamoto
- Subaru Kimura – Takeshi Goda
- Chiaki – Dorami
- Maki Horikita – księżniczka Lire
- Takuya Yoshikoshi – Ki-bō
- Maki Horikita – królowa Remu
- Chikao Ōtsuka – Shiraa
- Yuji Miyake – Jii
- Teppei Arita – Paruna
- Yoko Tsuchiya – Roku-chan
- Jinbei Watanabe – Moya-kun
- Kotono Mitsuishi – mama Nobity
- Yasunori Matsumoto – tata Nobity

## Wersja polska
Wersja polska: SDI Media Polska

W wersji polskiej udział wzięli:
- Agnieszka Fajlhauer – Nobita Nobi
- Anna Sztejner – Suneo Honekawa
- Brygida Turowska – Doraemon
- Beata Wyrąbkiewicz – Shizuka Minamoto
- Cezary Kwieciński – Takeshi "Gian" Goda
- Miłogost Reczek – Shiraa
- Beata Jankowska-Tzimas – pani Nobi, mama Nobity
- Monika Pikuła – Ki-bō
- Robert Tondera – tata Nobity
- Joanna Pach-Żbikowska –
  - dziewczynka,
  - Yama
- Katarzyna Łaska – Roku
- Stanisław Brudny – Jii
- Zuzanna Galia – księżniczka Rire
- Krzysztof Szczepaniak
- Janusz Wituch
- Otar Saralidze
- Józef Pawłowski
- Izabella Bukowska-Chądzyńska
- Michał Podsiadło
- Grzegorz Drojewski
- Artur Kaczmarski
- Włodzimierz Press
- Dariusz Błażejewski

i inni
Lektor tytułu: Brygida Turowska